# Chliaria inari
Chliaria inari är en fjärilsart som beskrevs av Alfred Ernest Wileman 1908.
Chliaria inari ingår i släktet Chliaria och familjen juvelvingar. Inga underarter finns listade i Catalogue of Life.